# Filtre rotatif

Filtre rotatif sous vide

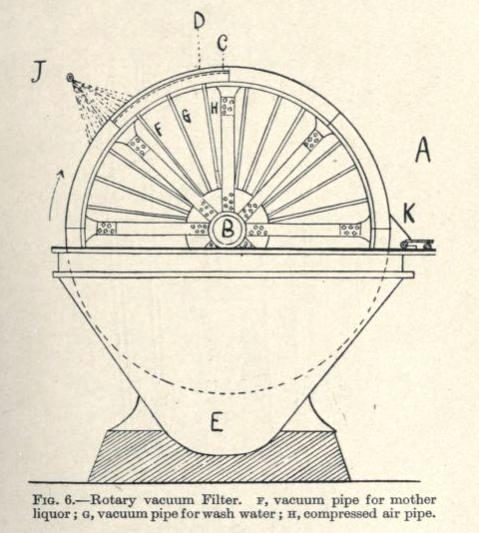
Schéma de filtre rotatif, 1919

Le filtre rotatif est une machine permettant de séparer un mélange solide-liquide. 

## Principe
Un tambour en rotation trempe dans le liquide à filtrer; sa paroi, revêtue d'une couche poreuse (diatomite ou perlite), piège les résidus solides cependant que la centrifugation crée un appel d'air suffisant pour aspirer la fraction liquide vers l'intérieur et adsorber les gouttes. Un couteau, ou lame, racle le tambour à une certaine distance pour éliminer les résidus solides au fur et à mesure, et maintenir une porosité efficace de la paroi.

## Utilisation

### Œnologie

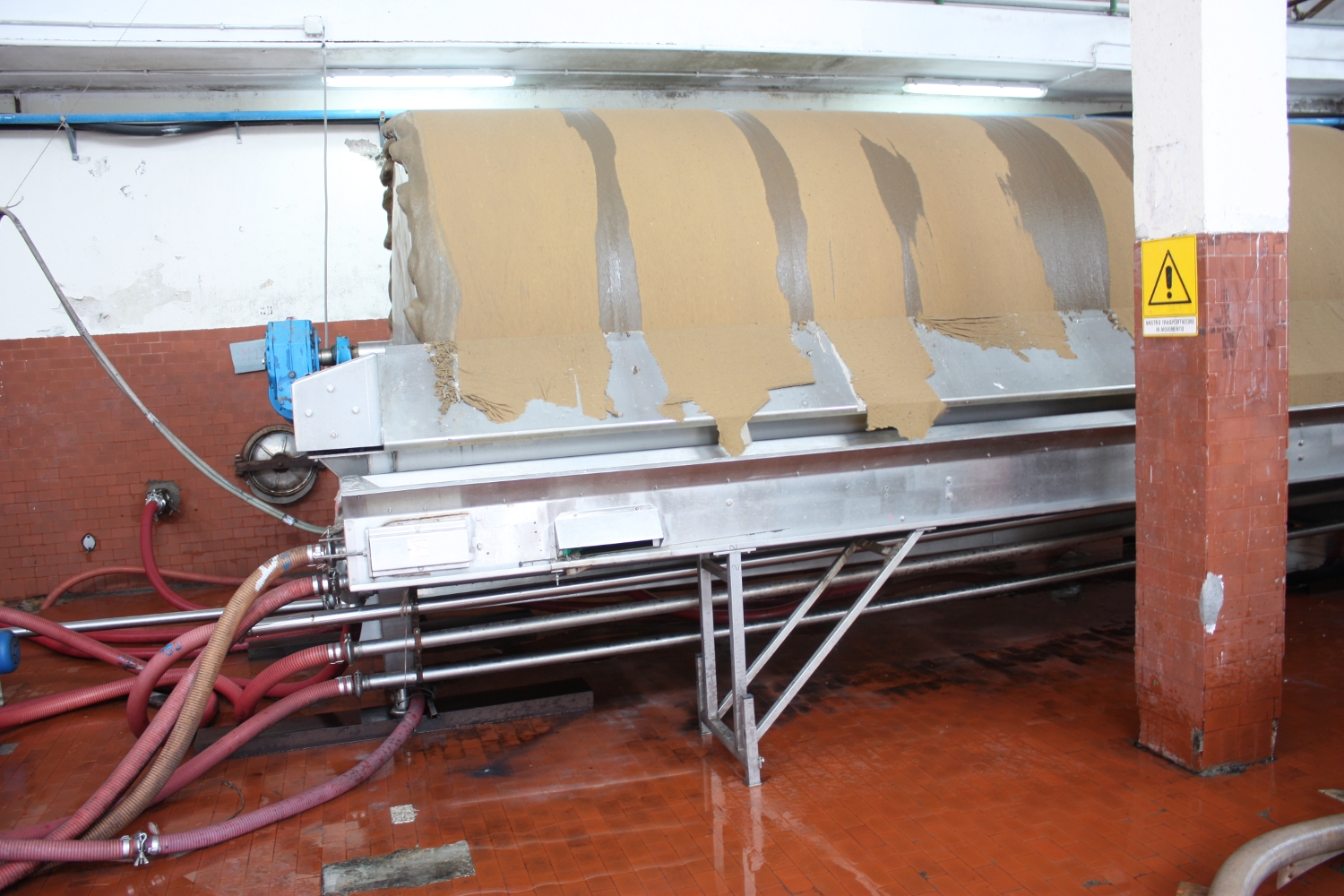
Filtre rotatif pour filtration d'un vin blanc, avec gâteau de la terre de diatomées

En œnologie, les filtre-rotatifs sont utilisés pour le traitement des bourbes (débourbage) ou des lies. Le moût ou vin clair est conservé, les résidus sont éliminés,.